# Leptoserolis sheppardae
Leptoserolis sheppardae là một loài chân đều trong họ Serolidae. Loài này được Bastida & Torti miêu tả khoa học năm 1969.